# Nahkampfspange der Luftwaffe

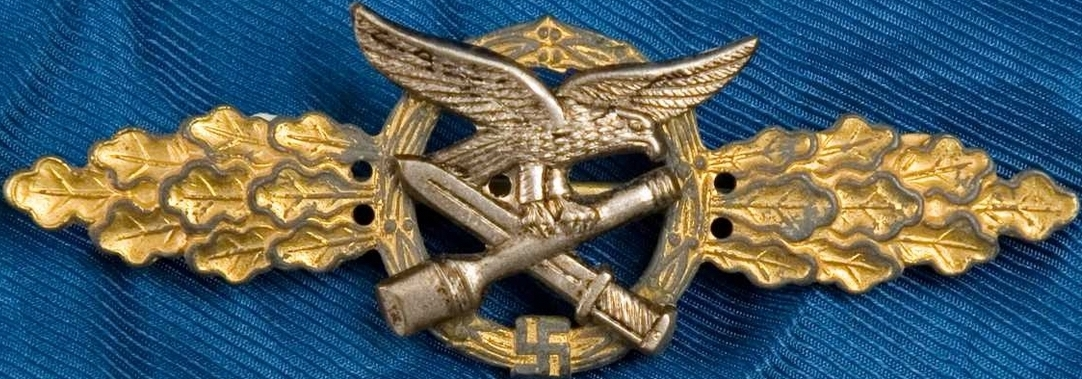
Abbildung der Nahkampfspange der Luftwaffe

Die Nahkampfspange der Luftwaffe wurde am 3. November 1944 vom Oberbefehlshaber der Luftwaffe Hermann Göring gestiftet und konnte allen Angehörigen dieser Truppengattung verliehen werden, die sich mehrfach im Nahkampf Mann gegen Mann mit der Waffe in der Hand bewährt hatten.

## Stufen der Nahkampfspange der Luftwaffe
Die Auszeichnung wurde in drei Stufen verliehen
| Stufe I   | Bronze | für 15 Nahkampftage |
| Stufe II  | Silber | für 30 Nahkampftage |
| Stufe III | Gold   | für 50 Nahkampftage |
Sie besteht aus einer länglichen Spange und zeigt mittig in einem runden Kranz gekreuzt ein Seitengewehr und eine Stielhandgranate. Darüber ist das Hoheitsabzeichen der Luftwaffe zu sehen. Unten auf dem Kranz ist ein Hakenkreuz angebracht. Links und rechts vom Kranz befinden sich je neun etwas übereinander verschobene Eichenblätter. Rückseitig ist die Spange glatt.

## Verleihungsbedingungen
Bei den Verleihungsbedingungen ist aufgeführt:
„Als Nahkampftage sind anzurechnen alle Kampftage, an denen die auszuzeichnenden Kämpfer Gelegenheit fanden, das ‚Weiße im Auge des Feindes‘ zu sehen, d. h. mit Nahkampfwaffen mit dem Gegner Mann gegen Mann im Kampf bis zur letzten Entscheidung gestanden zu haben. Nahkämpfe dieser Art können beim Großangriff, beim Spähtruppgang, bei einem einzelnen Meldegang, beim Zusammentreffen mit einem feindlichen Spähtrupp usw. gegeben sein. Der Ort, bei den Gefechtsvorposten, im Vorfeld, in der Hauptkampflinie, in der Artillerie-Feuerstellung, im rückwärtigen Operationsgebiet (auch Bandengebiet) oder bei feindlichem Überfall auf eine Nachschubkolonnen usw., ist belanglos. Jeder Soldat, der ungeschützt und zu Fuß in eine der oben genannten Lagen gekommen war und sich hierbei bewährte, erfüllte die Anwartschaft auf die Spange.“
Nur Nahkampftage ab dem 1. Januar 1944 konnten angerechnet werden. Zuvor wurden Nahkampftage bei Luftwaffensoldaten wie bei Soldaten Heeres und der Waffen-SS ab dem 1. Dezember 1942 angerechnet. Zudem wurden bei Soldaten, welche ununterbrochen an der Ostfront gekämpft hatten, Nahkampftage ab dem 22. Juni 1941 gewertet.

## Infos zum Orden
Bis zur Stiftung der Nahkampfspange der Luftwaffe erhielten Luftwaffensoldaten, bei Erfüllung der Bedingungen, die am 25. November 1942 durch Adolf Hitler gestiftete Nahkampfspange. Die Bedingungen beider Nahkampfspangen waren identisch. Die Verleihungsbefugnis lag bei dem Regimentskommandeur bzw. einem Kommandeur mit gleichwertiger Befugnis. Die Anzahl der Verleihungen ist unbekannt. Wer den Orden entwarf, ist unbekannt. Bei der Auszeichnung erhielt der Soldat ein Besitzzeugnis, und der Orden wurde ins Soldbuch eingetragen. Auch nach der Stiftung der Nahkampfspange der Luftwaffe erhielten Luftwaffensoldaten noch die normale Nahkampfspange, da anscheinend nur wenige Muster des Ordens produziert wurden. Getragen wurde die Auszeichnung direkt über der Ordensschnalle auf der linken Brust.

## Tragen des Ordens nach 1957

Abbildung der Nahkampfspange der Luftwaffe in der 57er Version

Laut dem Gesetz über Titel, Orden und Ehrenzeichen vom 26. Juli 1957 ist das Tragen der Auszeichnung in der Bundesrepublik Deutschland nur ohne nationalsozialistisches Emblem gestattet. In der sogenannten 57er Version der Nahkampfspange der Luftwaffe wurde deshalb das Hakenkreuz entfernt.